# Malcolmburria angolensis
Malcolmburria angolensis är en insektsart som beskrevs av Boris Petrovich Uvarov 1953. Malcolmburria angolensis ingår i släktet Malcolmburria och familjen gräshoppor. Inga underarter finns listade i Catalogue of Life.